# Wiaczasłau Bortnik
Wiaczasłau Bortnik (biał. Вячаслаў Бортнік, ros. Вячеслав Бортник, Wiaczesław Bortnik; ur. w 1974) – białoruski prawnik, pedagog, psycholog, obrońca praw człowieka, działacz na rzecz obrony praw środowisk LGBT na Białorusi; uważany za pierwszego Białorusina, który zawarł jednopłciowy związek małżeński w Stanach Zjednoczonych.

## Życiorys
Urodził się w 1974 roku. Pracował jako nauczyciel w pobliżu strefy czarnobylskiej, jako psycholog dziecięcy, wykładał na Homelskim Uniwersytecie Państwowym. Od 1995 roku zajmował się obroną praw człowieka. W latach 2002–2006 był szefem białoruskiego oddziału Amnesty International. Wielokrotnie bywał w Stanach Zjednoczonych, uzyskał stopień magistra w Waszyngtonie. Wchodził w skład komitetu organizacyjnego Mińskiego Gay Pride 2011. Zajmuje się konsultacjami dla organizacji pozarządowych, współpracuje z mediami, prowadzi badania białoruskiego środowiska LGBT. Mieszka w Homlu. Pełni funkcję osoby kontaktowej sekcji europejskiej Międzynarodowego Stowarzyszenia Lesbijek i Gejów. Jest odpowiedzialny za monitoring sytuacji środowisk LGBT na Białorusi.
7 września 2013 roku nad brzegiem Zatoki Chesapeake w stanie Maryland Wiaczasłau Bortnik wziął ślub ze swoim partnerem, Amerykaninem Shawnem Gaylordem. Tym samym stał się, zdaniem mediów, pierwszym Białorusinem, który wszedł w jednopłciowy związek małżeński w Stanach Zjednoczonych. W uroczystości ślubnej wzięli udział jako goście m.in.: członek Izby Delegatów stanu Maryland Tom Hucker, sekretarz Rady Białoruskiej Republiki Ludowej na uchodźstwie Alesia Siemucha i przewodnicząca Stowarzyszenia Białorusko-Amerykańskiego w Waszyngtonie Alesia Kipiel. Małżeństwo zostało oficjalnie zarejestrowane 11 września.